# 팔로우 미 (영화)
팔로우 미(Follow me)는 미국에서 제작된 윌 워닉 감독의 2020년 스릴러 영화이다. 키건 앨런 등이 주연으로 출연하였다.

## 출연

### 주연
- 키건 앨런
- 홀랜드 로던

### 조연
- 로넨 루빈스타인
- 덴젤 휘테이커
- 파벨 린치니코프
- 에밀리아 조리안
- 킴벌리 퀸
- 도미닉 페이스
- 디미터 D. 마리노프

## 제작진
- 미술: 아담 핸더슨
- 의상: 제시카 마우리시코
- 배역: 브리타니 워드